# Broken Hill City
Koordinaten: 31° 57′ S, 141° 27′ O

Die City of Broken Hill ist ein lokales Verwaltungsgebiet (LGA) im australischen Bundesstaat New South Wales. Das Gebiet ist 170,1 km² groß und hat etwa 17.600 Einwohner.
Broken Hill liegt im äußersten Westen des Staates etwa 1.200 km westlich der Metropole Sydney inmitten des Unincorporated Far West, eines sehr dünn besiedelten Gebiets ohne eigene lokale Verwaltung. Die City ist das Zentrum des Bezirks Broken Hill, in ihr leben 99 % seiner Einwohner auf etwas mehr als 1 % der Landfläche.
Im Jahr 2015 wurde Broken Hill als erste Stadt Australiens in die National Heritage List aufgenommen.

## Verwaltung
2004 wurden von den Bewohnern der LGA zehn Mitglieder für den Broken Hill City Council gewählt, neun Councillor und ein Vorsitzender und Mayor (Bürgermeister). Broken Hill ist nicht in Bezirke untergliedert. 2006 wurde beschlossen, zukünftig die Anzahl der Ratsmitglieder um zwei auf zehn zu reduzieren.
Nach der Veröffentlichung eines Berichts über Unregelmäßigkeiten bei der Arbeit des Councils wurde der Rat am 10. Januar 2007 von der Staatsregierung entlassen und durch einen Administrator ersetzt, der bis zu einer Neuwahl des Councils am 5. Dezember 2009 im Amt blieb.